# هيكتور غويتينك
هيكتور غويتينك (بالفرنسية: Hector Goetinck) (5 مارس 1886 في بروج ، بلجيكا – 26 يونيو 1943 في بروج، بلجيكا) لاعب ومدرب كرة قدم بلجيكي راحل كان يجيد اللعب في خط الوسط .
تولى تدريب منتخب بلجيكا في بطولة كأس العالم لكرة القدم 1930 التي أقيمت في الأوروغواي وبطولة كأس العالم لكرة القدم 1934 التي أقيمت في إيطاليا كما قام بتدريب نادي كلوب بروج . عندما كان لاعبا لعب لنادي واحد هو كلوب بروج ومثل منتخب بلاده في 17 مباراة دولية مسجلا هدفين .

## وصلات خارجية
- هيكتور غويتينك على موقع الاتحاد البلجيكي (الإنجليزية)
- هيكتور غويتينك على موقع قاعدة بيانات كرة القدم.إي يو (الإنجليزية)
- هيكتور غويتينك على موقع عالم كرة القدم.نت (الإنجليزية)

- سيرة ذاتية
- سيرة ذاتية